# Саид Тагмауи
Саид Тагмауи (фр. Saïd Taghmaoui; 19. јул 1973. године, Вилпент, Сена-Сен Дени), француско америчко марокански је позоришни, ТВ и филмски глумац. Једна од његових главних улога на великом екрану, била је улога Саида у француском филму Мржња из 1995. године у режији Матјеа Касовица. 
Тагмауи се такође појавио у бројним филмовима на енглеском језику, са улогама у филмовима, као што су Капетан Саид у Три краља (1999), Брејкер у Џи Ај Џо: Успон Кобре (2009), Самир у Чудесна Жена (2017) и Старији у Џон Вик: Поглавље 3 Парабелум (2019).